# Вергаш, Душан
Душан Вергаш (сербохорв. Душан Вергаш / Dušan Vergaš; 20 апреля 1910, Широка-Риека — 15 июня 1942, Тоуньски-Тржич) — югославский лесоруб и партизан времён Народно-освободительной войны Югославии; народный герой Югославии.

## Биография
Родился 20 апреля 1910 года в местечке Широка-Риека около Войнича в бедной крестьянской семье. Серб по национальности. Окончил начальную школу в Кристинье, служил в югославской армии. Работал лесорубом.
На фронте Народно-освободительной войны с 1941 года, скрывался от призыва в усташскую армию со своими односельчанами. В июле 1941 года выбрался на Петрову гору, где призвал беженцев поднять восстание против усташей и оккупантов, в тот же день был назначен командиром батальона партизан. 2 августа 1941 принял боевое крещение, вступив в бой против карательного отряда усташей, шедшего из Великой-Кладуши. Благодаря своему успеху Душан был назначен командиром партизанского отряда Широки-Риеки.
В октябре 1941 года отряд был включён в состав 3-й роты 2-го Кордунского отряда, действовавшего в окрестностях Крстины, Великой-Кладуши и Цетинграда. Вергаш был принят в Коммунистическую партию в том же месяце. Рота под его командованием организовывала засады, планировала внезапные нападения и захват вражеского оружия. В боях за Велюн и Благай солдаты захватили 11 винтовок и ручных пулемётов, а в битве при Раковице захватили в плен 45 итальянских солдат с оружием и припасами.
В марте 1942 года, во время наступления усташских домобранцев на Петрову гору, рота Душана из засады атаковала вражескую колонну и завоевала доверие местных жителей. В мае того же года 730 партизан держали оборону против усташей, защищая более 10 тысяч мирного населения (женщин, детей и стариков) на Петровой горе. Рота Душана сумела прорвать кольцо окружения и после кровопролитных боёв им удалось выйти к селу Перна и спасти мирное население от усташской расправы. В июне того же года рота продолжила бои около Слуня и Огулина.
15 июня 1942 года Душан Вергаш погиб в битве при селе Тоуньски-Тржич, сражаясь против усташей.
В память о нём имя Душана Вергаша получил 2-й батальон 2-й бригады 8-й кордунской ударной дивизии. 20 декабря 1951 года Душану Вергашу посмертно присвоили звание народного героя Югославии.